# Vinalia Faculae
Le Vinalia Faculae sono una struttura geologica della superficie di Cerere.